# Star Wars: Bounty Hunter
Star Wars: Bounty Hunter est un jeu vidéo d'action édité et développé par LucasArts disponible depuis décembre 2002 sur PlayStation 2 et depuis janvier 2003 sur GameCube.
Le jeu se déroule juste après les évènements de Star Wars, épisode I : La Menace fantôme. Le joueur incarne le chasseur de primes Jango Fett, qui est chargé de capturer un Jedi déchu nommé Komari Vosa pour le compte d'un dénommé Tyranus.
En juin 2024, Aspyr et Lucasfilm Games annoncent que le jeu aura le droit à un remaster. Ce dernier sortira sur Nintendo Switch, PlayStation 5, PlayStation 4, Xbox Series X-S, Xbox One et PC le 1er août 2024.

## Synopsis
Jango Fett, l'un des mercenaires les plus dangereux de la galaxie, est contacté par un dénommé Tyranus qui souhaite lui proposer un contrat pour une somme vertigineuse. Ce mystérieux commanditaire exige qu'une certaine Komari Vosa soit capturée, morte ou vive. Ce Jedi déchu est à la tête du Bando Gora, une organisation secrète qui s'est attaqué aux plus grandes industries de la République au lendemain de la Bataille de Naboo, et qui est également à l'origine du trafic de bâtons de la mort dans de nombreux systèmes. Contre les conseils de sa vieille amie, Rozatta (la plupart du temps appelée par son diminutif Roze), Jango Fett accepte le contrat et part pour Coruscant pour commencer ses investigations. Mais Jango ignore que son vieil ennemi mandalorien, Montross, cherche également à abattre Vosa.
Le jeu s'ouvre sur une entrevue au cours de laquelle Dark Sidious confie à son nouvel apprenti, Dark Tyranus, la mission d'éradiquer le Bando Gora. Sidious charge également son apprenti de trouver un hôte nécessaire à la création d'une armée de clones, et celui-ci pense pouvoir « faire d'une pierre deux coups ».
Au même instant, sur une station spatiale contrôlée par Rozatta, une riche et influente toydarienne, le chasseur de primes Jango Fett s'apprête à capturer un escroc nommé Meeko, pour le compte de son amie. Au prix d'une longue poursuite à travers la station, Jango parvient à le capturer vivant avant que sa cible ne parvienne à s'échapper.
Au moment de toucher sa prime, Jango reçoit un message d'un dénommé Tyranus. Celui-ci lui propose de toucher une prime de cinq millions de crédits républicains, si Jango réussit à capturer Komari Vosa, chef du Bondo Gora, une mystérieuse organisation criminelle. Roze, soucieuse de la vie de Jango, lui recommande de décliner l'offre, mais ce dernier « se verrait bien en retraité ». Roze lui explique que le Bondo Gora est notamment à l'origine du trafic de bâtons de la mort sur Coruscant, et Jango envisage alors de partir pour la capitale afin de trouver des informations sur Vosa.
Alors qu'il approche de Coruscant, le héros reçoit quelques indications de la part de Roze. Selon elle, un dealer de bâtons de la mort, Jervis Gloom, pourrait détenir des informations sur le Bondo Gora. Jango se pose dans la Zone des Spectacles, où se trouverait le fameux dealer.
Il parvient à l'approcher, et Gloom avoue travailler pour un certain Groff Haugg, directeur d'une usine située dans le Secteur industriel. Arrivé sur les lieux, le chasseur de primes remarque, à la vue d'une cargaison de bâtons de la mort, que ceux-ci ont quelque chose de "particuliers". Après une rapide analyse, Roze lui confirme que leur composition chimique a été altérée. En effet, une puissante neurotoxine a été ajoutée au mélange, mais impossible de savoir d'où elle provient. Parvenu au cœur du complexe, Jango se retrouve nez à nez avec Montross, son vieil ennemi mandalorien, qui a déjà torturé et tué Haugg. Fett réalise alors que Montross est également sur la piste de Vosa, mais celui-ci parvient à s'échapper. Peu après, Jango met la main sur une communication entre Groff Haugg et un politicien, le sénateur Trell. Jango suppose alors que Haugg a corrompu ce sénateur afin de favoriser la diffusion de bâtons de la mort dans les rues de Coruscant. Au terme d'une longue ascension au cœur la ville haute, et malgré l'importante présence policière, le célèbre mercenaire finit par interroger Trell. Celui-ci, terrorisé, avoue avoir perçu de l'argent de la part d'un dénommé Sebolto, qui lui a demandé de distribuer un tout nouveau modèle de bâtons de la mort. Jango Fett, maintenant en possession d'une nouvelle piste, quitte la planète, après avoir tué le sénateur corrompu.
Peu de temps après son départ, Jango est de nouveau contacté par Roze, qui dispose d'informations sur Sebolto. Elle lui indique que jamais ce roi Dug n'acceptera de le recevoir s'il ne lui offre pas quelque chose en échange. Justement, Sebolto a mis à prix la tête d'un certain Bendix Fust. Le fait que celui-ci soit détenu sur l'une des prisons les mieux gardées de la galaxie ne gêne en aucune façon Jango, qui se met immédiatement en route pour Oovo IV.
Le chasseur de primes se pose discrètement sur l'astéroïde-prison. Il s'infiltre alors dans la prison mais, au moment d'atteindre la cellule de Fust, celui-ci est délivré par une chasseuse de primes, qui a elle aussi l'intention de toucher la prime promise par Sebolto. Jango parvient tant bien que mal à sortir de la prison, profitant d'une émeute pour regagner son vaisseau. Pendant son évasion, il tue Meeko qui tentait de s'évader avec un groupe de prisonniers récupérant la prime de son amie Roze. Au moment d'atteindre son vaisseau, Fett se retrouve nez à nez avec cette mercenaire, et les deux protagonistes se résignent à travailler ensemble pour s'échapper de cet astéroïde, désormais totalement verrouillé, d'autant que le chasseur de Jango a été mis hors d'état de marche.
Jango parvient à dérober un chasseur de classe Firespray dans le hangar de la prison, et s'échappe en compagnie de sa "partenaire", appelée Zam Wesell et de leur prisonnier.
Il baptisera par la suite ce chasseur, le Slave 1.
Désormais en route pour Malastare, les deux mercenaires préparent leur plan : Zam se chargera de livrer Fust à Sebolto, tandis que Jango passera par la jungle pour la couvrir, les dugs prévoyant sûrement de la désarmer. Parvenu dans le palais de Sebolto, Jango tente de rattraper le roi dug pour lui faire révéler ce qu'il sait sur Vosa, mais celui-ci, dans sa tentative pour s'enfuir, se tue accidentellement.
Fett parvient néanmoins à s'introduire dans l'usine située sous le palais, et qui semble être le centre névralgique de la production de bâtons de la mort. Il découvre un cargo portant un marquage Hutt, et en conclut donc que l'un des principaux contacts de Vosa se trouve sur Tatooine. Jango ne s'échappe cependant pas facilement de l'usine, Montross s'étant lui aussi introduit dans le complexe, résolument décidé à éliminer Komari Vosa, et à tuer son vieil ennemi par la même occasion.
Dès lors, Zam se doute que son coéquipier est sur un gros coup, et celui-ci n'a d'autre choix que d'avouer ses intentions. Peu avant leur arrivée sur Tatooine, les deux partenaires sont de nouveau contactés par Roze. Elle leur explique que deux Hutts se disputent le contrôle de Tatooine : Gardulla et Jabba. Jango en déduit que seul l'un des deux travaille avec le Bondo Gora, et qu'il va donc falloir les approcher tous les deux pour connaitre la vérité. Il charge Zam de pénétrer dans le palais de Gardula, tandis que lui-même va tenter de rejoindre Jabba. Mais pour cela, Fett doit d'abord livrer à Jabba un bandit dont la tête a été mise à prix par celui-ci : Longo Double-détente.
Il vient à bout de Longo puis, en s'entretenant avec Jabba, comprend que ce n'est pas lui, mais bien Gardulla qui agit pour le compte du Bondo Gora.
Jango appelle alors Zam, qui malheureusement se fait capturer par les hommes de Gardulla. En pénétrant dans le palais de la Hutt, il se fait lui aussi capturer, et ce parce que Zam l'a vendu pour sauver sa tête. Il réussit pourtant à se libérer, et, après avoir neutralisé ses hommes de main, se retrouve face à face avec Gardulla, qu'il livre en pâture à son propre dragon Krayt. Il découvre également une chambre forte contenant les coordonnées du système de Vosa. Furieux contre Zam Wesell, il préfère la laisser dans sa cellule plutôt que de la tuer.
En quittant Tatooine, Jango est contacté non pas par Roze, mais par Montross ! Celui-ci a pénétré dans la station spatiale de Roze, puis l'a torturé pour lui faire avouer où se trouve la cachette de Vosa, avant de placer des explosifs dans la station. Ne pensant plus qu'à sauver son amie, Jango se précipite à son secours, en vain. Celle-ci meurt sous ses yeux, mais a juste le temps de lui dire où se trouve Vosa. Elle lui demande également, une fois cette chasse terminée, de « trouver une raison de vivre autre que l'argent ». Jango a juste le temps de fuir avant que la station n'explose.
Désormais totalement seul pour faire face à Vosa et à Montross, Jango Fett se pose sur l'une des lunes de Bogden, également appelée la « lune-fantôme ». Il réalise alors que cette lune est entièrement peuplée d'individus qui ont été réduits en esclavage après avoir goûté aux nouveaux bâtons de la mort fabriqués par le Bondo Gora, et que cette masse représente une véritable armée. Juste avant de pénétrer dans la citadelle de Vosa, Jango rencontre une nouvelle fois son ennemi mandalorien. Au terme d'un combat acharné, il laisse son ennemi, blessé, se faire mettre en pièces par des dizaines d'esclaves, alors que Montross réclamait une mort honorable.
Au moment même où il pénètre dans la citadelle, Jango se fait de nouveau capturer. Il se retrouve alors face à Komari Vosa en personne, qui lui ordonne de lui donner le nom de son commanditaire. Jango ne doit son salut qu'à l'arrivée providentielle de Zam, qui parvient à le libérer. Jango se remet à poursuivre Vosa à travers son palais, et finit par la vaincre.
À l'instant précis où Komari Vosa rendit l'âme, tuée par une force mystérieuse, un mystérieux individu apparu dans le dos de Jango Fett : Tyranus lui-même ! Celui-ci explique à Jango que Vosa était autrefois son apprentie Jedi. Il avoue aussi avoir organisé cette chasse afin de trouver un mercenaire suffisamment fort pour pouvoir servir d'hôte à un programme de clonage. Aussi, lorsqu'il propose à Fett de servir d'hôte pour ce programme, il lui promet de toucher une somme d'argent encore plus importante. Ce dernier, n'oubliant pas les dernières paroles de son amie Roze, accepte, mais à la condition que le premier clone lui soit remis, non modifiée. Ce clone sera plus tard connu sous le nom de Boba Fett.

## Développement
Temuera Morrison et Leeanna Walsman, reprennent respectivement les rôles de Jango Fett et de Zam Wesell qu'ils tiennent dans le film Star Wars, épisode II : L'Attaque des clones (2002). Clancy Brown campe Montross.

## Système de jeu

### Généralités
Star Wars: Bounty Hunter est un jeu d'action à la troisième personne : la caméra est située derrière le héros, et celui-ci doit recourir à des armes (en général les siennes mais il lui arrive de ramasser les armes de ses adversaires) pour faire face aux nombreux ennemis qui parsèment les différents niveaux et pour en atteindre l'extrémité.

### Arsenal de Jango Fett
Tout l'intérêt du gameplay réside dans l'utilisation à bon escient de l'arsenal de Jango Fett : celui-ci dispose en effet de nombreuses armes et accessoires qui lui permettent de faire face à la plupart des situations. Parmi ses armes, on trouve notamment :
- deux pistolets laser : il s'agit des armes par défaut. Ils équipent le héros tout au long du jeu et disposent de munitions illimitées.
- des fléchettes empoisonnées : elles infligent d'importants dégâts à une cible unique (une seule fléchette suffit en général à éliminer un ennemi).
- un scanner d'identification : fixé sur le casque, ce scanner permet de repérer les PNJ dont la tête a été mise à prix. Il est possible, une fois la cible repérée, de la cibler pour éviter de la perdre de vue.
- un filin : il permet à Jango d'immobiliser un adversaire pendant une courte période. Le filin est également nécessaire pour neutraliser un PNJ recherché vivant et pour réclamer la prime de sa capture.
- un jet-pack : Jango Fett peut recourir à un jet-pack pour s'élever dans les airs pendant quelques secondes. Le carburant du jet-pack est en outre indispensable à l'utilisation du lance-flammes. Le jauge de carburant se remplit automatiquement lorsque l'on ne s'en sert pas.
- le lance-flammes : le recours à cette arme permet non seulement d'infliger de sérieux dégâts à un ou plusieurs adversaires, mais également de les empêcher de se battre.
- un fusil de précision : très efficace contre les cibles éloignées.
- Grenades : une fois lancée, une grenade inflige des dommages aux unités ennemies.
- Missiles : fixés sur le jet-pack, ils sont très efficaces contre plusieurs cibles situées à longue distance.

### Autres objets
Le joueur peut ramasser différents objets au cours du jeu. À noter que les objets ramassés au cours d'un niveau ne sont pas utilisables au niveau suivant.
- Fioles de bacta : elles restituent l'énergie perdue. Les petites fioles ne rétablissent qu'une partie de l'énergie, tandis que les grandes rendent toute son énergie au héros.
- Fusil blaster : certains ennemis laissent tomber leurs armes quand ils meurent. Jango peut alors les ramasser, mais leurs munitions sont limitées.
- Mitrailleuse fixe : elles infligent d'importants dégâts aux unités ennemis, mais sont intransportables.

### Bonus
Le joueur peut déverrouiller un certain nombre de bonus en remplissant certains objectifs:
- Des cartes Wizards of the coast à l'effigie de personnages de l'univers Star Wars.
- Une bande dessinée qui retrace un extrait du passé de Jango Fett. C'est dans cette bande dessinée que l'on apprend dans quelles circonstances Jango Fett et Montross sont devenus ennemis.
- Les artworks du jeu.
- Le bêtisier du jeu.

## Accueil
- Jeux vidéo Magazine : 15/20[6]
- Jeuxvideo.com : 14/20[7]